# Virtus Eirene Ragusa 2013-2014
La stagione 2013-2014 della Virtus Eirene Ragusa è stata la prima disputata in Serie A1 femminile.
Sponsorizzata dalla Passalacqua, la società ragusana si è classificata al secondo posto nella massima serie, perdendo la finale scudetto contro Schio. Ha ospitato la Coppa Italia.

## Verdetti stagionali
Competizioni nazionali
- Serie A1:

stagione regolare: 2º posto su 12 squadre (16-4);
play-off: finalista contro Schio (7-4).
- Coppa Italia

eliminata in semifinale da Lucca (0-1).

## Rosa
| Giocatrici |
| ---------- |

| N° | Naz.                   | Ruolo | Sportivo          | Anno | Alt. |  |
| -- | ---------------------- | ----- | ----------------- | ---- | ---- |  |
| 4  | Serbia (bandiera)      | A     | Milica Mićović    | 1984 | 182  |  |
| 5  | Italia (bandiera)      | G     | Federica Mazzone  | 1983 | 176  |  |
| 6  | Italia (bandiera)      | P     | Giulia Gatti      | 1989 | 168  |  |
| 7  | Italia (bandiera)      | G     | Paola Mauriello   | 1981 | 184  |  |
| 8  | Italia (bandiera)      | G     | Virginia Galbiati | 1992 | 173  |  |
| 10 | Stati Uniti (bandiera) | P     | Riquna Williams   | 1990 | 170  |  |
| 11 | Stati Uniti (bandiera) | AC    | Ashley Walker     | 1987 | 187  |  |
| 12 | Ucraina (bandiera)     | AC    | Olesja Malašenko  | 1991 | 191  |  |
| 15 | Italia (bandiera)      | A     | Alice Richter     | 1991 | 184  |  |
| 17 | Italia (bandiera)      | P     | Agnese Soli       | 1987 | 168  |  |
| 20 | Italia (bandiera)      | A     | Lia Valerio       | 1987 | 181  |  |

| Staff tecnico                                  |
| ---------------------------------------------- |
| Allenatore: Nino Molino                        |
| Vice allenatore: Maurizio Ferrara              |
| Allenatore settore giovanile : Gianni Recupido |
| Addetto statistiche : Valeria Padua            |
| Preparatore atletico: Giuseppe Bocchieri       |
| Fisioterapista: Renato Chessari                |
| Medico sociale: Nello Bocchieri                |
| Addetto arbitri: Maurizio Vincenzi             |

| Giocatrici acquisite a stagione in corso |
| ---------------------------------------- |

| N° | Naz.              | Ruolo | Sportivo                   | Anno | Alt. |  |
| -- | ----------------- | ----- | -------------------------- | ---- | ---- |  |
| 14 | Italia (bandiera) | A     | Abiola Wabara (dal 6 nov.) | 1981 | 183  |  |

| Under aggregate alla prima squadra |
| ---------------------------------- |

| N° | Naz.              | Ruolo | Sportivo          | Anno | Alt. |  |
| -- | ----------------- | ----- | ----------------- | ---- | ---- |  |
| 13 | Italia (bandiera) | G     | Simona Sorrentino | 1998 | 176  |  |
| 16 | Italia (bandiera) |       | Sara Saggese      | 1998 |      |  |

## Dirigenza
La dirigenza è composta da:
- Presidente: Gianstefano Passalacqua
- Vicepresidente: Davide Passalacqua
- Segretario: Giovanni Carbone
- Dirigente accompagnatore: Giovanni Criscione
- Dirigente responsabile: Salvatore Padua
- Addetti stampa: Alessandro Bongiorno e Michele Farinaccio
- Addetto marketing e logistica: Raffaele Carnemolla
- Responsabile settore giovanile: Gianni Recupido

## Statistiche
| Giocatrice           | Partite | Partite | Partite | Pun | Min. | Falli | Falli | Tiri da 2 | Tiri da 2 | Tiri da 2 | Tiri da 3 | Tiri da 3 | Tiri da 3 | Tiri Liberi | Tiri Liberi | Tiri Liberi | Rimbalzi | Rimbalzi | Rimbalzi | Stopp. | Stopp. | Palle | Palle | Ass | Val. | Val. | A+dP |
| Giocatrice           | Pr      | PG      | SF      | Pun | Min. | C     | S     | R         | T         | %         | R         | T         | %         | R           | T           | %           | O        | D        | T        | D      | S      | P     | R     | Ass | Lega | OER  | A+dP |
| -------------------- | ------- | ------- | ------- | --- | ---- | ----- | ----- | --------- | --------- | --------- | --------- | --------- | --------- | ----------- | ----------- | ----------- | -------- | -------- | -------- | ------ | ------ | ----- | ----- | --- | ---- | ---- | ---- |
| Walker Ashley Janeen | 34      | 34      | 34      | 566 | 1090 | 103   | 120   | 226       | 381       | 59,3      | 6         | 25        | 24,0      | 96          | 128         | 75,0        | 106      | 221      | 327      | 15     | 9      | 82    | 82    | 17  | 727  | 1,04 | 17   |
| Malashenko Olesia    | 34      | 34      | 33      | 469 | 1073 | 98    | 79    | 158       | 303       | 52,1      | 24        | 85        | 28,2      | 81          | 94          | 86,2        | 57       | 122      | 179      | 10     | 5      | 68    | 28    | 22  | 397  | 0,93 | -18  |
| Williams Riquna      | 27      | 27      | 26      | 410 | 788  | 73    | 111   | 93        | 211       | 44,1      | 47        | 139       | 33,8      | 83          | 118         | 70,3        | 28       | 162      | 190      | 9      | 5      | 59    | 58    | 37  | 433  | 0,84 | 36   |
| Micovic Milica       | 34      | 34      | 34      | 230 | 797  | 58    | 49    | 39        | 94        | 41,5      | 41        | 103       | 39,8      | 29          | 40          | 72,5        | 22       | 90       | 112      | 1      | 7      | 35    | 40    | 32  | 236  | 0,85 | 37   |
| Galbiati Virginia    | 34      | 34      | 7       | 218 | 520  | 33    | 36    | 47        | 82        | 57,3      | 35        | 105       | 33,3      | 19          | 26          | 73,1        | 12       | 51       | 63       |        | 1      | 35    | 29    | 16  | 181  | 0,74 | 10   |
| Gatti Giulia         | 32      | 32      | 32      | 201 | 862  | 44    | 74    | 48        | 116       | 41,4      | 21        | 76        | 27,6      | 42          | 47          | 89,4        | 17       | 79       | 96       | 3      | 5      | 69    | 40    | 56  | 224  | 0,72 | 27   |
| Valerio Lia Rebecca  | 33      | 33      | 1       | 88  | 605  | 21    | 19    | 20        | 52        | 38,5      | 14        | 43        | 32,6      | 6           | 8           | 75,0        | 20       | 70       | 90       | 6      |        | 24    | 33    | 14  | 142  | 0,47 | 23   |
| Soli Agnese          | 34      | 34      | 2       | 61  | 488  | 45    | 26    | 13        | 36        | 36,1      | 6         | 24        | 25,0      | 17          | 20          | 85,0        | 10       | 39       | 49       |        | 4      | 34    | 24    | 26  | 59   | 0,51 | 16   |
| Wabara Nnena Abyola  | 27      | 27      | 1       | 59  | 316  | 55    | 22    | 19        | 60        | 31,7      | 2         | 12        | 16,7      | 15          | 21          | 71,4        | 18       | 58       | 76       | 3      | 5      | 16    | 19    | 5   | 51   | 0,53 | 8    |
| Richter Alice        | 24      | 16      |         | 23  | 164  | 19    | 3     | 8         | 27        | 29,6      | 2         | 7         | 28,6      | 1           | 2           | 50,0        | 12       | 20       | 32       |        |        | 20    | 6     | 4   | 4    | 0,20 | -10  |
| Mauriello Paola      | 20      | 8       |         | 14  | 51   | 6     | 3     | 3         | 7         | 42,9      | 1         | 5         | 20,0      | 5           | 5           | 100,0       |          |          |          |        |        | 3     |       |     |      | 0,16 | -3   |
| Mazzone Federica     | 7       | 4       |         | 5   | 29   | 1     | 2     | 2         | 4         | 50,0      | 0         | 1         | 0,0       | 1           | 1           | 100,0       |          |          |          |        |        | 1     |       | 2   | 4    | 0,24 | 1    |
| Sorrentino Simona    | 9       | 5       |         | 2   | 10   | 1     |       | 1         | 3         | 33,3      |           |           |           |             |             |             |          | 1        | 1        |        |        | 1     |       |     | -1   | 0,11 | -1   |
| Saggese Sara         | 6       | 3       |         |     | 7    |       |       | 0         | 2         | 0,0       |           |           |           |             |             |             | 1        | 1        | 2        |        |        | 3     |       |     | -3   | 0,00 | -3   |